# Aliquippa
Aliquippa és una població del Comtat de Beaver (Pennsilvània) (Estats Units d'Amèrica).

## Demografia
Segons el cens del 2000, Aliquippa tenia 11.734 habitants, 5.124 habitatges, i 3.176 famílies. La densitat de població era de 1.107,7 habitants per quilòmetre quadrat.
Dels 5.124 habitatges en un 24,4% hi vivien nens de menys de 18 anys, en un 35,7% hi vivien parelles casades, en un 21,6% dones solteres, i en un 38% no eren unitats familiars. En el 35% dels habitatges hi vivien persones soles el 17,1% de les quals corresponia a persones de 65 anys o més que vivien soles. El nombre mitjà de persones vivint en cada habitatge era de 2,27 i el nombre mitjà de persones que vivien en cada família era de 2,92.
Per edats la població es repartia de la següent manera: un 23,5% tenia menys de 18 anys, un 7,6% entre 18 i 24, un 25,5% entre 25 i 44, un 20,9% de 45 a 60 i un 22,5% 65 anys o més.
L'edat mediana era de 40 anys. Per cada 100 dones de 18 o més anys hi havia 77,2 homes.
La renda mediana per habitatge era de 25.113 $ i la renda mediana per família de 34.003 $. Els homes tenien una renda mediana de 27.954 $ mentre que les dones 21.358 $. La renda per capita de la població era de 13.718 $. Entorn del 17,7% de les famílies i el 21,7% de la població estaven per davall del llindar de pobresa.

## Poblacions properes
El següent diagrama mostra les poblacions més properes.